# Vela en los Juegos Suramericanos de 2018: Snipe Mixta Abierta
La competencia de Snipe en Cochabamba 2018 se llevó a cabo entre los días 26 y 29 de mayo de 2018 en la Laguna Corani. Participaron 6 equipos.

## Resultados
| #                 | Velerista                                                       | Regata 1 | Regata 2 | Regata 3 | Regata 4 | Regata 5 | Regata 6 | Regata 7 | Regata 8 | Regata 9 | Total |
| ----------------- | --------------------------------------------------------------- | -------- | -------- | -------- | -------- | -------- | -------- | -------- | -------- | -------- | ----- |
| Medalla de oro    | Brasil · Juliana Dias Ferreira Duque · Rafael Melo Rizzato      | 2        | 3        | 3        | 1        | 1        | 1        | 1        | 2        | DNS      | 14    |
| Medalla de plata  | Chile · María Jesús Seguel Tagle · Matías Clemente Seguel Tagle | 1        | 2        | 2        | 6        | DSQ      | 2        | 2        | 1        | 1        | 17    |
| Medalla de bronce | Argentina Daniel Fernando Verdier Daniela Alejandra Cardozo     | 3        | 2        | 1        | 4        | 4        | 4        | 4        | 3        | 4        | 25    |
| 4                 | Perú · Alessia Zavala Valdez · Diego Rodrigo Figueroa Mantero   | 4        | 4        | 4        | 2        | 2        | 3        | 3        | 4        | 3        | 25    |
| 5                 | Ecuador · Juan José Ferreti · Maria Andrea Quevedo Guerra       | 6        | 5        | 5        | 3        | 3        | 5        | 5        | 5        | 2        | 33    |
| 6                 | Venezuela · Frank González · Sabrina Hernández                  | 5        | 6        | DNF      | 5        | DSQ      | 6        | 6        | 6        | 5        | 48    |

DNS: No salió; DNF: No terminó, DSQ: Descalificado